# Бондарев, Василий Иванович
Васи́лий Ива́нович Бо́ндарев (1924—1943) — подпольщик Великой Отечественной войны, участник антифашистской организации «Молодая Гвардия». Сестра — Александра, также участница подполья.

## Биография
Василий Бондарев родился 18 мая 1924 года в селе Тишкино Глубокинского района (ныне — Каменского района) Ростовской области в семье крестьянина. В 1940 году вступил ВЛКСМ.
В июле 1942 года началась эвакуация населения, но пришлось вернуться в оккупированный Краснодон. 
В декабре 1942 года молодогвардейцы освободили советских военнопленных, размещенных в Первомайке, и помогли им скрыться, а затем перебраться через линию фронта.
5 января 1943 года Бондарева арестовали. В ночь с 15 на 16 января 1943 года после истязаний был сброшен в шурф шахты № 5.
Похоронен в братской могиле героев на центральной площади города Краснодона.

## Награды
Посмертно награждён орденом Отечественной войны 1-й степени и медалью «Партизану Отечественной войны» 1-й степени.

## Память
Таловская основная школа №34 имени Кавалеров ордена Отечественной войны Александры и Василия Бондаревых.